# Пузырёв, Фёдор Михайлович
Фёдор Михайлович Пузырёв (1920—2003) — советский военнослужащий. Участник Великой Отечественной войны. Герой Советского Союза (1945). Сержант. Почётный гражданин Читинской области (1997). Почётный гражданин города Шилки (1986).

## Биография
Фёдор Михайлович Пузырёв родился 2 февраля 1920 года в селе Усть-Теленгуй Нерчинского уезда Забайкальской области Государства Российского (ныне село Шилкинского района Забайкальского края Российской Федерации) в крестьянской семье. Русский. Окончил семь классов школы и учительские курсы. До призыва на военную службу работал учителем начальной школы в деревне Макарово.
В ряды Рабоче-крестьянской Красной Армии Ф. М. Пузырёв был призван Шилкинским районным военкоматом Читинской области в октябре 1940 года. Служил на востоке страны в артиллерийской части. С началом Великой Отечественной войны все в подразделении ждали отправки на фронт, но вместо этого осенью 1942 года полк был расформирован, а его личный состав и материальная база были обращены на формирование зенитных артиллерийских бригад. После переобучения в учебном артиллерийском центре войсковой зенитной артиллерии Фёдор Михайлович был зачислен наводчиком орудия в 997-й зенитный артиллерийский полк 12-й зенитной артиллерийской дивизии Резерва Главного Командования. Затем была боевая учёба в Приволжском военном округе. В боях с немецко-фашистскими захватчиками сержант Ф. М. Пузырёв с февраля 1943 года на Центральном фронте. Боевое крещение принял в боях на севском направлении.
Летом 1943 года 12-я зенитная артиллерийская дивизия прикрывала оборонительные порядки 70-й армии во время Курской стратегической оборонительной операции, затем поддерживала наступление её соединений в ходе Орловской операции. За отличие в боях на северо-западном фасе Курской дуги сержант Ф. М. Пузырёв был награждён медалью «За отвагу». Во время Битвы за Днепр на зенитную артиллерию были возложены задачи по прикрытию переправ. Зенитным расчётам приходилось вести боевую работу в условиях непрерывных бомбёжек и артиллерийско-миномётных обстрелов. Самоотверженные и умелые действия наводчика 4-й батареи позволили его расчёту в октябре 1943 года сбить два вражеских самолёта.
С октября 1944 года 12-я зенитная артиллерийская дивизия находилась непосредственном подчинении Белорусского (с апреля 1944 года — 1-го Белорусского) фронта и осуществляла прикрытие наземных частей 61-й и 3-й армий в ходе Гомельско-Речицкой, Калинковичско-Мозырской и Рогачёвско-Жлобинской операций. Летом 1944 года в ходе стратегической операции «Багратион» Фёдор Михайлович прошёл с боями через всю Белоруссию, приняв участие в Бобруйской, Минской и Люблин-Брестской операциях. Был назначен командиром расчёта зенитного орудия. Он защищал от налётов немецкой авиации свои наземные войска и объекты военной инфраструктуры, а когда требовала ситуация выводил орудие на прямую наводку и отражал контратаки немецкой пехоты и танков. Особо отличился в боях за удержание плацдарма на правом берегу реки Нарев, захваченного частями 65-й армии 1-го Белорусского фронта и получившего название Сероцкого.
6 сентября 1944 года полки 12-й зенитной артиллерийской дивизии вышли к реке Нарев южнее Пултуска. Расположив батареи у переправ через Нарев в районе населённых пунктов Кручи Борек (Kruczy Borek) и Годендры (Holendry), дивизия обеспечила форсирование водной преграды основными силами 105-го стрелкового корпуса 65-й армии и 1-го гвардейского танкового корпуса. Действия зенитчиков были весьма эффективны. Плотным огнём орудий они заставляли немецких лётчиков действовать с высоты 4000 — 5000 метров, что значительно снижало точность наносимых ими ударов у существенно уменьшило потери советских наземных войск во время переправы. Вслед за переправившимися на плацдарм частями подразделения дивизии также переправились на правый берег реки и осуществляли противовоздушную оборону на плацдарме. 4-я батарея старшего лейтенанта И. П. Горчакова, в состав которой входило и орудие сержанта Ф. М. Пузырёва, заняла огневые позиции у населённого пункта Тшепово (Trzepowo).
4 октября 1944 года противник на участке, где располагалась 4-я батарея 997-го зенитного артиллерийского полка, крупными силами перешёл в наступление с целью ликвидировать удерживаемый советскими войсками плацдарм. Стрелковые части, не выдержав натиска врага, отступили к реке, оставив зенитчиков один на один с немецкими танками и пехотой. На батарею надвигалось более 30 тяжёлых танков «Тигр» и до батальона автоматчиков, но зенитчики и все кто мог держать в руках оружие — разведчики, связисты, шофёры — приняли неравный бой. Расчёт сержанта Ф. М. Пузырёва с первого выстрела поджёг головной «Тигр», а вторым выстрелом снёс башню с другого танка. Ещё одна вражеская машина была уничтожена огнём соседнего орудия. Встретив серьёзный отпор, немцы ненадолго отступили. Перегруппировав силы и подтянув резервы, они бросили на батарею старшего лейтенанта Горчакова до 50 танков. В ожесточённой перестрелке расчёт Пузырёва подбил ещё два танка, вынудив остальные отступить. В ходе боя противнику удалось уничтожить три пушки батареи. Прямым попаданием снаряда было уничтожено и орудие Фёдора Михайловича, а он сам был тяжело ранен. К исходу дня батарея потеряла последнее орудие и оставшиеся в строю бойцы заняли круговую оборону. Отбивая атаки противника стрелковым оружием и гранатами, батарейцы подбили ещё один танк и нанесли противнику большой урон в живой силе. Тяжело раненый сержант Ф. М. Пузырёв, отражая атаки немецких автоматчиков, вёл огонь их пулемёта, уничтожив не менее 15 солдат вермахта. Ночью стрелковые подразделения восстановили исходные позиции, и Фёдор Михайлович был эвакуирован в госпиталь. За образцовое выполнение боевых заданий командования на фронте борьбы с немецкими захватчиками и проявленные при этом отвагу и геройство указом Президиума Верховного Совета СССР от 21 февраля 1945 года сержанту Пузырёву Фёдору Михайловичу было присвоено звание Героя Советского Союза.
О присвоении высокого звания Фёдор Михайлович узнал в одном из московских госпиталей, где он находился на излечении после ранения. Там же он встретил и День Победы. Демобилизовавшись после выписки из госпиталя, он вернулся в родные места. Жил в городе Шилке, работал секретарём партийного бюро локомотивного депо. По окончании в 1962 году Высшей партийной школы при ЦК КПСС Фёдор Михайлович работал заместителем председателя, а с 1973 года председателем Шилкинского райисполкома. В 1983 году Ф. М. Пузырёв вышел на пенсию, но продолжал вести активную общественную жизнь. Был председателем местного ДОСААФ, членом Совета ветеранов войны. За большой вклад в социально-экономическое развитие города и района в 1986 году Фёдору Михайловичу было присвоено звание почётного гражданина города Шилки, а в 1997 году — почётного гражданина Читинской области. Умер Фёдор Михайлович 10 ноября 2003 года. Похоронен в Шилке.

## Награды и звания
- Медаль «Золотая Звезда» (21.02.1945);
- орден Ленина (21.02.1945);
- орден Отечественной войны 1-й степени (11.03.1985);
- орден Трудового Красного Знамени (1971);
- медали, в том числе:
  - медаль «За отвагу» (23.08.1943);
  - медаль «За боевые заслуги» (19.10.1943);
- почётный гражданин Читинской области (1997);
- почётный гражданин города Шилки (1986).

## Память
- Именем Героя Советского Союза Ф. М. Пузырёва названа улица в городе Шилке.
- Имя Героя Советского Союза Ф. М. Пузырёва увековечено на Аллее Славы города Читы.
- 23.08.2022 г. Имя Героя Советского Союза Пузырёва Фёдора Михайловича получил маневровый тепловоз ТЭМ18ДМ-1535, данный тепловоз работает на ст. Шилка.

## Документы
- Общедоступный электронный банк документов «Подвиг Народа в Великой Отечественной войне 1941—1945 гг.» Дата обращения: 6 июля 2013. Архивировано из оригинала 13 марта 2012 года.

Представление к званию Героя Советского Союза. Дата обращения: 6 июля 2013. Архивировано 11 июля 2013 года.
Указ Президиума Верховного Совета СССР о присвоении звания Героя Советского Союза. Дата обращения: 6 июля 2013. Архивировано 11 июля 2013 года.
Орден Отечественной войны 1-й степени (информация из карточки награждённого к 40-летию Победы). Дата обращения: 6 июля 2013. Архивировано 11 июля 2013 года.
21756550 Медаль «За боевые заслуги» (приказ о награждении). Дата обращения: 6 июля 2013. Архивировано 11 июля 2013 года.